# Kostel svatého Jiljí (Heraltice)
Kostel svatého Jiljí je farní kostel římskokatolické farnosti Heraltice. Kostel se nachází v Heralticích v centru obce na malém náměstíčku, novodobě v přímém sousedství úřadu městyse a základní školy. Kostel je jednolodní, původně gotickou stavbou. Později byl barokně přestavěn a v roce 1908 byla přistavěna boční loď. Součástí kostela je hranolovitá věž se zvony. Kostel je chráněn jako kulturní památka České republiky.

## Historie
Kostel v obci stál již ve 14. století. V tu dobu stála nejspíš kamenná část hlavní lodi kostela až po kazatelnu, později byla loď prodloužena a byla vystavěna nízká věž – později, v roce 1868, byla zvýšena o 6 sáhů. Gotická loď měla zpočátku dvě okna na každé boční stěně a jedno hlavní okno na stěně za hlavním oltářem v sakristii. V roce 1716 došlo k velkému rozšíření kostela, kostel byl přestavěn a rozšířen barokní přestavbou. Po tomto roce došlo také k rozšíření kostela o kostnici a hřbitovní kapli.
V roce 1868 byla navýšena a opravena věž kostela a také, v tu dobu se již nepohřbívalo do hrobů v areálu kostelního hřbitova, od roku 1848 se již pohřbívalo na tzv. nový hřbitov a v roce 1880 pak bylo na nový hřbitov převezeno 10 vozů kostí z kostnice u kostela. U kostela stával pranýř a také dřevěný kříž, který v roce 1903 byl nahrazen za kříž kamenný. V roce 1906 došlo k velké rekonstrukci kostela, hřbitovní kaple a kostnice byly zrušeny bez náhrady a do prostor po kostnici a kapli byla postavena boční loď, která je nazývána Starý kostel. Také byl probourán nový vchod do starého kostela a do prostor Starého kostela byl přemístěn původní hlavní oltář Panny Marie Lurdské a na jeho místo byl postaven nový oltář. Kostel také byl vybaven novou kamennou podlahou, rekonstruována kostelní báň a kolem hřbitova byla postavena nová zeď s dvěma velkými branami. V roce 1907 byl kostel ještě v interiéru vymalován a upraven. V roce 1906 byly ošetřeny a znovu vráceny do báně staré písemnosti.
V roce 1917 byly zvony rekvírovány pro účely první světové války. Zpět se vrátily až v dubnu 1926, kdy byly ulity 3 zvony. Během druhé světové války byly zvony opět zabaveny, stalo se tak 1. dubna 1942, po konci druhé světové války byla na věž kostela vyvěšena bílá vlajka. V roce 1965 a 1966 došlo k nalíčení nové fasády na budovu kostela a posléze i věže, tyto práce byly provedeny svépomocí a to hlavně s pomocí tehdejšího faráře Josefa Votavy.
Později byly opraveny i další součásti kostela a jeho okolí, také především svépomocí. V roce 1967 byly na věž namontovány hodiny. V roce 1996 pak došlo k opravě střechy kostela. V roce 1999 byly zakoupeny nové kostelní lavice a o rok později došlo k instalaci elektrického topení do prostor interiéru kostela.

## Galerie

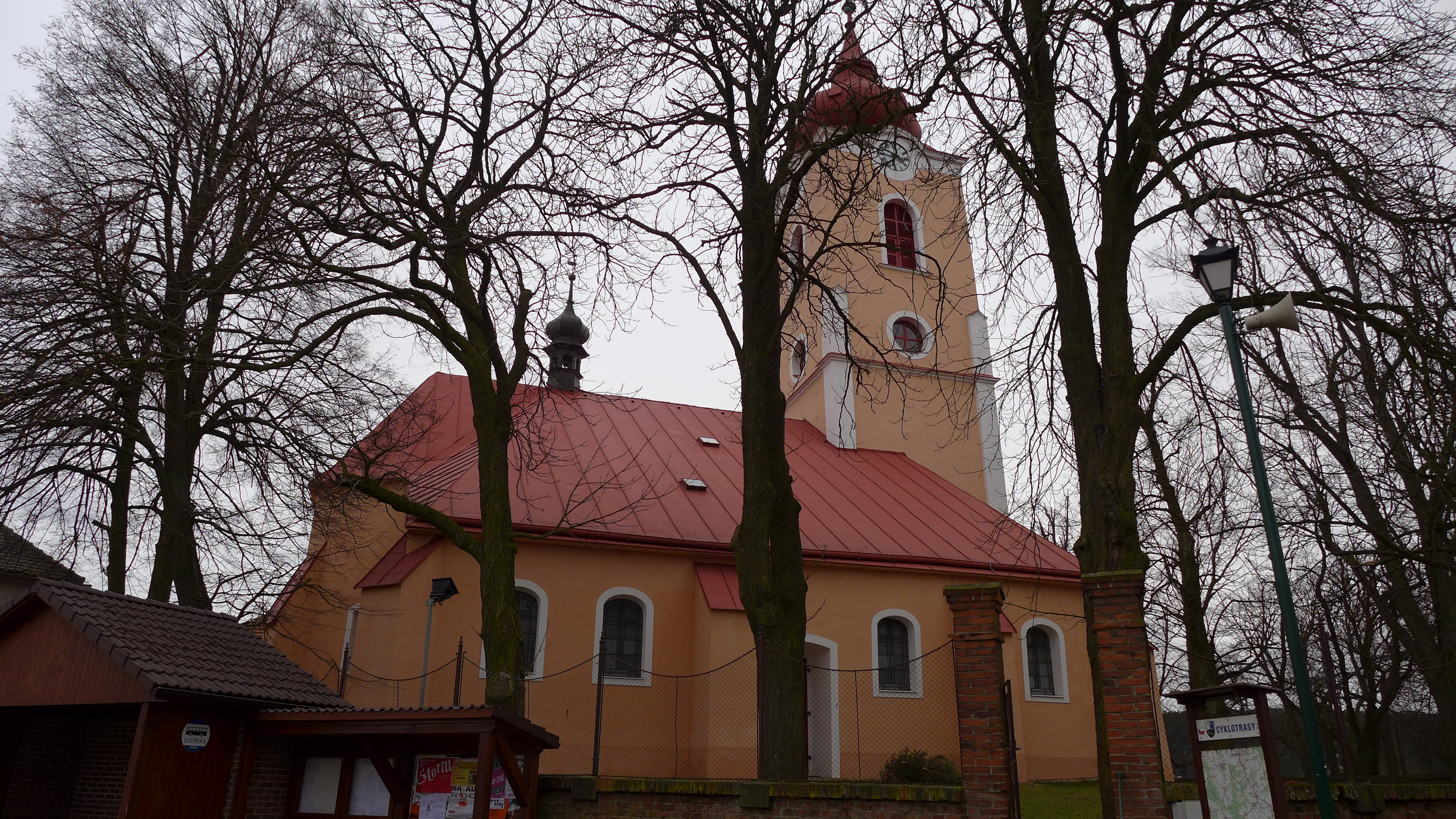
Kostel zboku
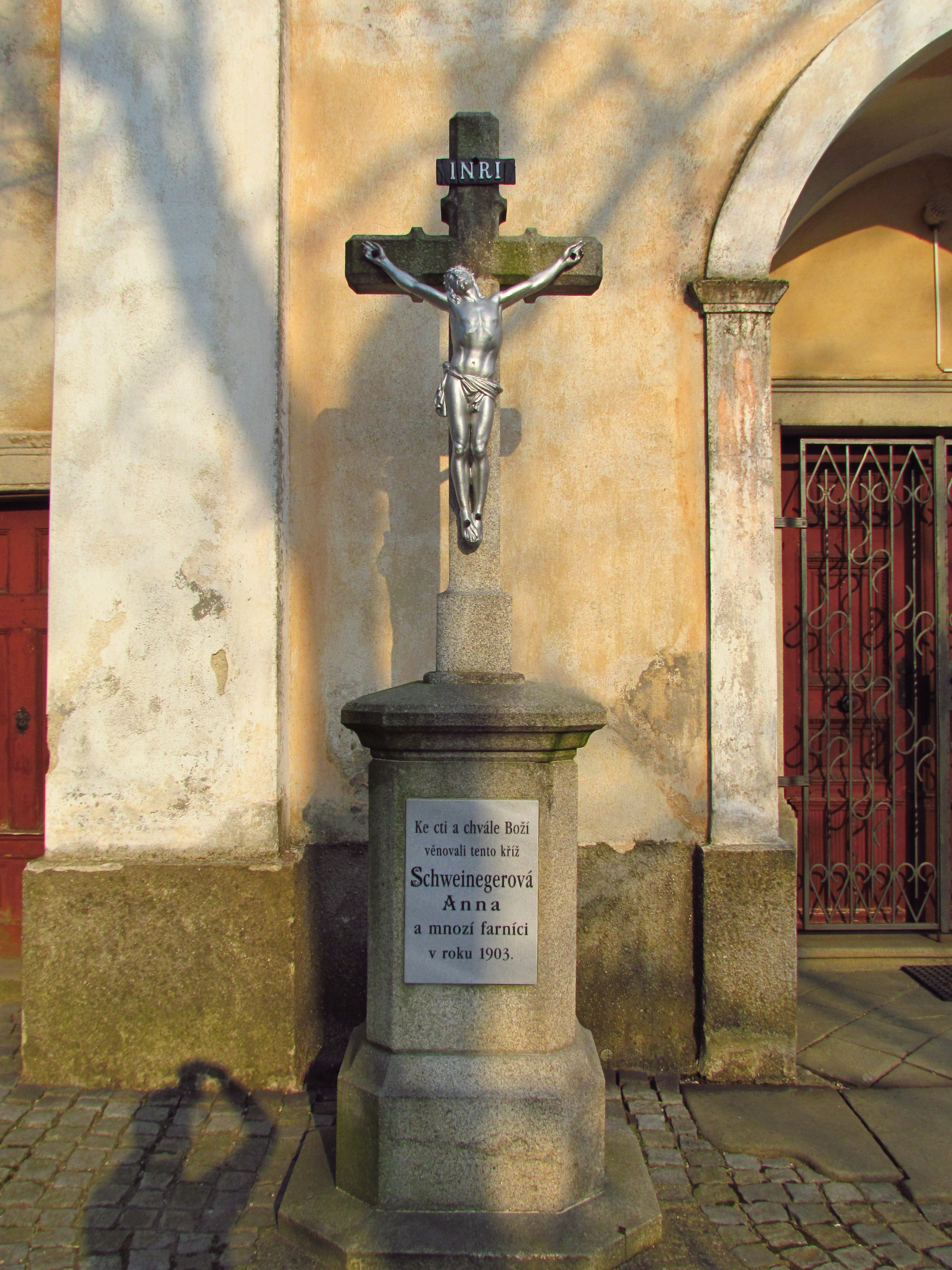
Kříž před kostelem